# Campo Hidrotermal Moytirra
O Campo Hidrotermal Moytirra é uma zona de concentração de actividade hidrotermal, isto é de emanação de água quente vinda do interior da Terra saturada com metais e minerais em solução, situada sobre a Dorsal Médio-Atlântica a no sopé de uma escarpa a 2700 m de profundidade e a cerca de 420 milhas náuticas a nor-noroeste da ilha Graciosa. O campo hidrotermal foi descoberto por uma expedição irlandesa, financiada pelo Instituto Marinho da Irlanda, que durante o mês de Julho de 2011 explorou aquela região com o navio hidrográfico Celtic Explorer utilizando um veículo submarino operado à distância (ROV) baptizado de Holland 1.
O nome dado ao campo hidrotermal, Moytirra, que significa "planície de pilares", lembra uma batalha registada na mitologia irlandesa (a batalha de Cath Maige Tuired, nome modernamente grafado como "Cath Maighe Tuireadh") e prende-se com um dos aspectos mais distintivos do campo: a presença de chaminés hidrotermais de grandes dimensões. A maior chaminé, com mais de dez metros de altura, recebeu o nome de "Balor", um gigante mítico do folclore irlandês.